# Acontias percivali
Espèce
Statut de conservation UICN

 LC  : Préoccupation mineure
Acontias percivali est une espèce de sauriens de la famille des Scincidae.

## Répartition
Cette espèce se rencontre :
- dans le Nord-Est de la Tanzanie ;
- dans le Sud-Est du Kenya.

## Description
Ce saurien apode est vivipare

## Taxinomie
La sous-espèce Acontias percivali occidentalis a été élevée au rang d'espèce et la sous-espèce Acontias percivali tasmani a été placée en synonymie avec Acontias orientalis.

## Publication originale
- Loveridge, 1935 : Scientific Results of an Expedition to Rain Forest Regions in Eastern Africa. I. New Reptiles and Amphibians from East Africa. Bulletin of the Museum of Comparative Zoology at Harvard College, vol. 79, no 1, p. 1-19 (texte intégral).